# Drents Prehistorische Vereniging

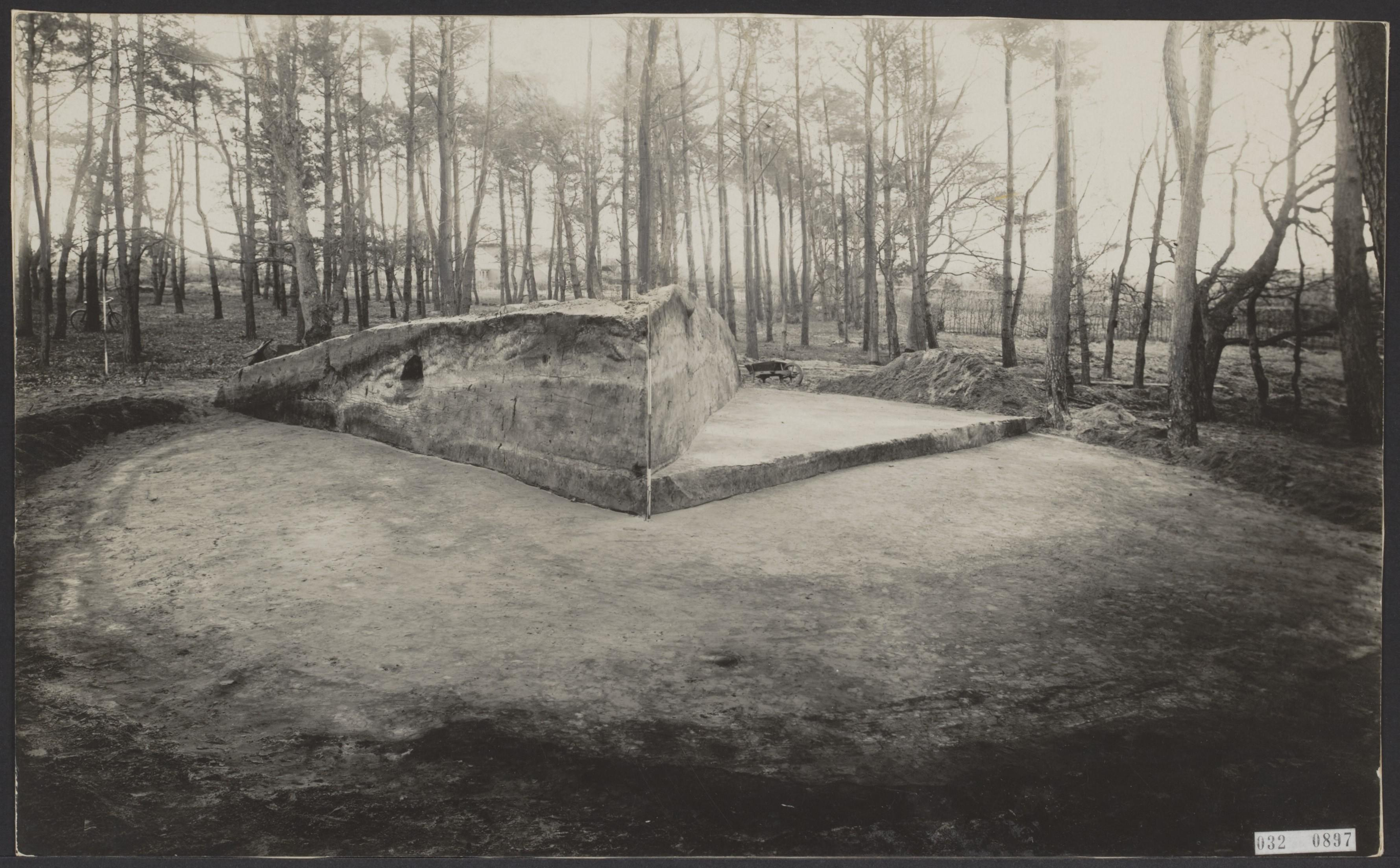
Afgraving van grafheuvel in Drenthe volgens de methode Van Giffen (1927)

De Drents Prehistorische Vereniging (DPV) is een vereniging van geïnteresseerden in de voorgeschiedenis van de Nederlandse provincie Drenthe.
De vereniging werd opgericht in 1913, met het doel de kennis van en de belangstelling voor de pre- en protohistorie, met name in Drenthe, te bevorderen. In de beginperiode was de vereniging vooral actief ter financiële ondersteuning van archeologische opgravingen door de Groningse hoogleraar archeologie Albert van Giffen.
Sinds 1963 biedt de DPV een platform voor amateurarcheologen in Drenthe. Het is opgericht als samenwerkingsverband met het Drents Museum. Er vindt kennisuitwisseling en scholing plaats en vrijwilligers werken mee aan professionele opgravingen.
Anno 2023 organiseert de vereniging vooral lezingen, themadagen, korte en lange excursies in binnen- en buitenland, geeft het kwartaalblad De Spieker uit en ondersteunt de uitgave van de Nieuwe Drentse Volksalmanak. De DPV beheert een fonds waaruit financiële bijdragen beschikbaar worden gesteld ten behoeve van wetenschappelijke activiteiten op archeologisch gebied. Er waren in 2023 zo'n 270 leden.